# جون إدواردز (لاعب كرة قاعدة)
جون إدواردز (بالإنجليزية: Jon Edwards)‏ هو لاعب كرة قاعدة أمريكي، ولد في 8 يناير 1988 في شيكاغو في الولايات المتحدة.

## وصلات خارجية
- جون إدواردز على موقع دوري كرة القاعدة الرئيسي (الإنجليزية)
- جون إدواردز على موقع الدوري الياباني لكرة القاعدة (الإنجليزية)
- جون إدواردز على موقعبيزبول رفرنس.كوم (الدوري الرئيسي) (الإنجليزية)
- جون إدواردز على موقعبيزبول رفرنس.كوم (الدوري الثانوي) (الإنجليزية)
- جون إدواردز على موقع إي إس بي إن.كوم (أم.أل.بي) (الإنجليزية)
- جون إدواردز على موقع مشجعي الرسوم البيانية (الإنجليزية)